# Associação de Arquitetos Alemães

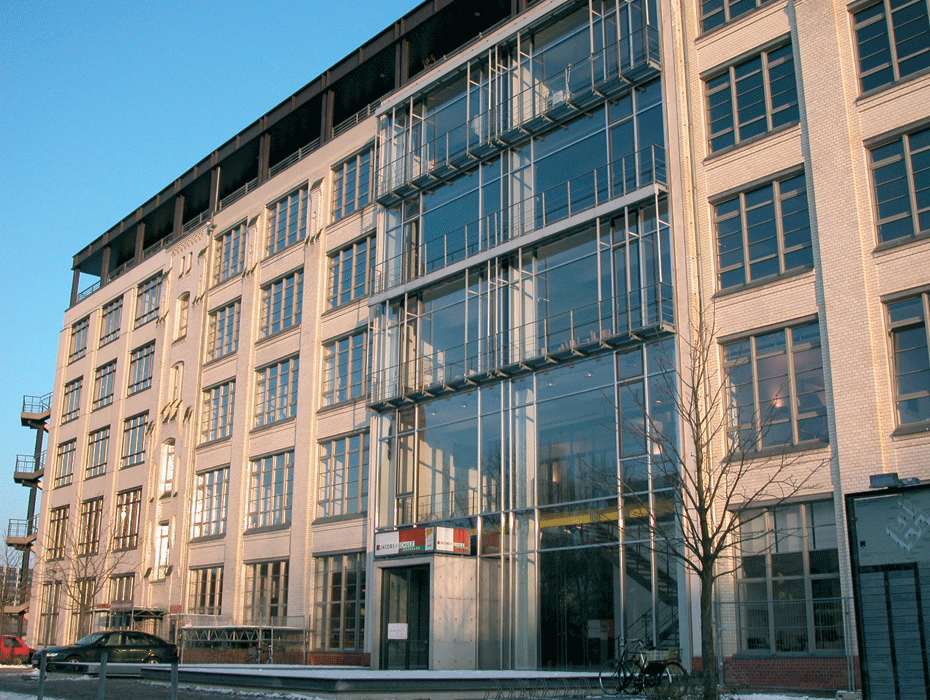
Centro Alemão de Arquitetura DAZ

A Associação de Arquitetos Alemães (Alemão: Bund Deutscher Architekten, BDA) é uma associação de arquitetos fundada em 21 de junho de 1903 em Frankfurt am Main, na Alemanha. Publica a revista bimestral der architekt. A BDA tem mais de 5.000 membros, estando presente em todos os 16 estados alemães.
A associação concede anualmente algumas premiações próprias, como o BDA Grand Prize , o BDA Architecture Critic Award e a Nike, além de outros em parceria com outras entidades.
Em 1995, fundou o Centro Alemão de Arquitetura DAZ em Berlim, cujo atual diretor é Matthias Böttger.

## Referencias
1. ↑  «Objetivos e metas» (em inglês). Consultado em 11 de outubro de 2019
2. ↑  Nikolaus Bernau: Die Kunst des Ortes (em alemão). Em: Berliner Zeitung, 24 de Agosto de 2018, S. 10 (Printausgabe).
3. ↑  «DAZ» (em alemão)